# マレーシア国民大学
マレーシア国民大学（マレー語: Universiti Kebangsaan Malaysia、英: National University of Malaysia, UKM）は、マレーシアのスランゴール州フルランガットのバンダル・バル・バンギにある国立大学。現地の人の間では「国大」という略称が用いられている。チュラスに マレーシア国民大学医療センター（PPUKM）、 クアラルンプールにサブキャンパスがある。マレーシア国民大学は、マレーシアおよび東南アジアにおいて最も権威ある大学の1つである。
学部学生数16,720人、大学院学生数12,056人、計28,776人、うち留学生1,808人（2020年6月時点）。
マレーシア国民大学は、マレーシアで研究を主として行う5つの大学のうちの1つである。2022年のQS世界大学ランキングでは、世界144位、アジア33位となっている。 

## 構想
マレーシア国民大学は、力強く、知識があり、道徳的な人間性を備えた社会を作るために、社会や時代を牽引する先進的な大学になることを目標とする。

## 使命
マレーシア国民大学の目標は、マレー語の地位を確立し国独自の文化に根付いた知識を世界的なものにする、選ばれた大学になることである。

## 理念
アッラーに対する信仰と有益な学問の融合と理論と実践の統合は、学問や教養ある社会の発達および大学の発展のための基本的な基盤である。

## 歴史
マレーシア国民大学は、国民主義の人々が持つ、マレー語を知識の言語として確立するという志から生まれた。国立大学を作る試みは、作家であるアブドゥル・カディール・アダビ（Abdul Kadir Adabi）によってイギリスの植民地支配への抵抗への第一歩として1923年に提案されたものである。当時この国民主義を掲げる人々は、マレー系の知識人となったが、イギリスによる弾圧を受けてしまった。しかし、国民主義者たちは決してひるまず、1969年にはその運動は再び活発になった。そして、マレーシア国民大学の設立を提案する報告書の準備の為に、マレー人の知識人の一人であるサイド・ナシル・イスマイル（Syed Nasir Ismail）が議長を務めた支援委員会が設立された。この委員会の他のメンバーには、マレーシア第4代首相であり当時教育相であったマハティール・ビン・モハマドや、のちにマレーシア国民大学の副学長となるモハンマド・ラシュダン（Dr. Mohd Rashdan Haji Baba）が含まれている。
マレーシア国民大学は、1970年5月18日に、192名の大学院生に向けて開校され、クアラルンプールのパンタイ・バル通り（Jalan Pantai Baru）に位置する臨時キャンパスに理学部・芸術学部・イスラム研究学部の３つの主要な学部が設置されていた。1977年の10月、マレーシア国民大学は現在においても主要なキャンパスを形成するバンギに移転した。このキャンパスはクアラルンプール国際空港や主要な商業の中心地であるクアラルンプール、そして行政の中心であるプトラジャヤを含む大都市圏にあり、1096ヘクタール（2710エーカー）の土地を有している。バンギのマレーシア国民大学のキャンパスは、クアラルンプール国際空港から45km（28マイル）、クアラルンプールから30km（19マイル）、そしてプトラジャヤから20km（12マイル）の場所に位置する。
UKMは二つの医療系のキャンパスを有している。それは、ラジャ・ムダ・アブドゥル・アジズ通り（Jalan Raja Muda Abdul Aziz）に位置するクアラルンプールキャンパスと、チュラス（Cheras）に位置するUKM国民大学医療センターである。クアラルンプールキャンパスは健康科学部・薬学部・歯学部・医学部前臨床科から成り立つ。このキャンパスは20ヘクタール（49エーカー）の広さを有し、1974年に設立された。
一方、チュラスキャンパスは、医学部・UKM医学部付属病院・UKM分子生物学研究所（UMBI）の３つから成る。このキャンパスは1997年に開校した。前述のキャンパスのほかに、UKMは7つの研究拠点を取り扱っている。それは、チニ湖研究拠点、海洋生態系研究拠点、ランカウィジオパーク研究拠点、海洋研究拠点、フレイザーズヒル研究拠点、植物生物工学研究拠点、そしてUKM永久森林保護地区とシダ標本室と植物標本室から構成される、メインキャンパスそのものであるUKMキャンパスリビングラボラトリーである。
30年間に及ぶ研究に基づき、高等教育省によって2006年10月にマレーシア研究大学の地位を授けられた。これは2007-2020年の高等教育戦略計画に従い、4つの公立大学を名高い研究大学へと発展させるために計画されたステップの一つであった。
UKMは2006年には価値ある大学に与えられる首相賞を受賞した。この賞はUKMの2000-2020年マレーシア国民大学戦略計画の目的に沿った高品質の教育と運営を行う努力を証明するものであった。戦略計画には、新たに立ち上げられたUKMエコシステム変革計画という、2018年までにマレーシア国民大学を有名研究大学連盟の一つにするために定められた改革が追加された。

## 学部、研究所及びセンターの一覧

### 学部
- 人文社会学部（Fakulti Sains Sosial dan Kemanusiaan）
- 科学技術学部（Fakulti Sains dan Teknologi）
- 経済経営学部（Fakulti Ekonomi dan Pengurusan）
- 薬学部（Fakulti Farmasi）
- イスラーム研究学部（Fakulti Pengajian Islam）
- 健康科学部（Fakulti Sains Kesihatan）
- 建築工学部（Fakulti Kejuruteraan dan Alam Bina）
- 法学部（Fakulti Undang-Undang）
- 歯学部（Fakulti Pergigian）
- 教育学部（Fakulti Pendidikan）
- 医学部（Fakulti Perubatan）
- 情報科学技術学部（Fakulti Teknologi dan Sains Maklumat）
- UKMビジネス大学院 大学院商業研究センター（UKM-GSB Pusat Pengajian Siswazah Perniagaan）

### 研究所
- 燃料電池研究所（Institut Sel Fuel）
- ヴィジュアル情報学研究所（Institut Informatik Visual）
- システム生物学研究所（Institut Biologi Sistem）
- 超微細電子工学・微細工学研究所（Institut Kejuruteraan Mikro dan Nanoelektronik）
- 環境開発研究所（Institut Alam Sekitar dan Pembangunan）
- マレーシア・海外研究所（Institut Kajian Malaysia dan Antarabangsa）
- 気候変動研究所（Institut Perubahan Iklim）
- 太陽エネルギー研究所（Institut Penyelidikan Tenaga Suria）
- 文明的イスラーム研究所（Institut Islam Hadhari）
- 民族研究所（Institut Kajian Etnik）
- マレー文明世界研究所（Institut Alam dan Tamadun Melayu）
- UKM分子医学研究所（Institut Perubatan Molekul UKM）
- 聴覚・言語障害研究所（Institut Telinga, Pendengaran dan Pertuturan）
- 国家優秀逸材センター（Pusat PERMATApintar Negara）

### センター
- 学長室（Pejabat Canselori）
- 会計課（Jabatan Bendahari）
- 情報技術センター（Pusat Teknologi Maklumat）
- 国際関係センター（Pusat Hubungan Antarabangsa）
- UKM施設センター（Prasarana UKM）
- 学生・卒業生業務センター（Hal Ehwal Pelajar dan Alumni）
- UKM出版会（Penerbit UKM）
- UKM保健センター（Pusat Perubatan UKM）
- 大学院生センター（Pusat Siswazah）
- 共同イノベーションセンター（Pusat Inovasi Kolaboratif）
- 大学コミュニティ変革センター（Pusat Transformasi Komuniti Universiti）
- プロフェッショナル及びリーダー育成センター（Pusat Pembangunan Profesional & Kepimpinan）
- 中小企業及び起業家育成センター（Pusat Pembangunan Keusahawanan & EKS）
- UKM資産管理センター（Khazanah-UKM）
- 記録課（Jabatan Pendaftar）
- 法人広報・渉外センター（Pusat Komunikasi Korporat）
- UKM 副学長室戦略本部（Strategi-UKM Pejabat Naib Canselor）
- 品質保証センター（Pusat Jaminan Kualiti）
- UKM図書館（Perpustakaan UKM）
- 研究・研究施設管理センター（Pusat Pengurusan Penyelidikan & Instrumentasi）
- スポーツセンター（Pusat Sukan）
- リスク管理、持続性、労働者の健康センター（Pusat Pengurusan Risiko, Kelestarian & Kesihatan Pekerjaan）
- 教育及び学習技術センター（Pusat Pengajaran & Teknologi Pembelajaran）
- 法律アドバイザー・公正センター（Pejabat Penasihat Undang-Undang dan Integriti）
- 学術運営センター（Pusat Pengurusan Akademik）
- 産学連携センター（Pejabat Hubungan Industri）
- トゥン・ファティマ・ハシム女性リーダーセンター（Pusat Kepimpinan Wanita Tun Fatimah Hashim）

## 学生寮一覧
- ダト・オン寮（Kolej Dato' Onn）
- アミヌディン・バキ寮（Kolej Aminuddin Baki）
- ウンク・オマル寮（Kolej Ungku Omar）
- ブルハヌディン・ヘルミ寮（Kolej Burhanuddin Helmi）
- イブラヒム・ヤーコブ寮（Kolej Ibrahim Yaakub）
- ラヒム・カジャイ寮（Kolej Rahim Kajai）
- イブ・ザイン寮（Kolej Ibu Zain）
- クリス・マス寮（Kolej Keris Mas）
- 学者ザバ寮（Kolej Pendeta Za'ba）
- トゥン・サイド・ナスィル寮（Kolej Tun Syed Nasir）
- トゥン・イスマイル博士寮（Kolej Tun Dr. Ismail）

## マレーシア国民大学の発展
マレーシア国民大学は2009年までに、113,975人の学部卒業生、15,895人の修士号取得者、1,389 人の博士号取得者を輩出した。設立当初は3学部しかなかったが、13学部及び14の施設を持つまでに発展した。その間、インドネシア、イギリス、アメリカ、タイ、カナダ、ドイツ、オランダ、エジプト、オーストラリアなどの出身の1,494人の外国人教員、30,000人を超える学生が在籍した。留学生も日本、アメリカ、ドイツ、マリ共和国、フィリピン、インドネシア、ヨルダン、リビア、フランス、ブルネイ、中国、韓国、ケニア、シンガポール、そしてタイ含む55カ国から来ている。また、1974年にはサバ州に分校を開設した。開学以来一貫して、マレーシア国内外におけるマレー語の使用の強化の中心的役割を担ってきた。

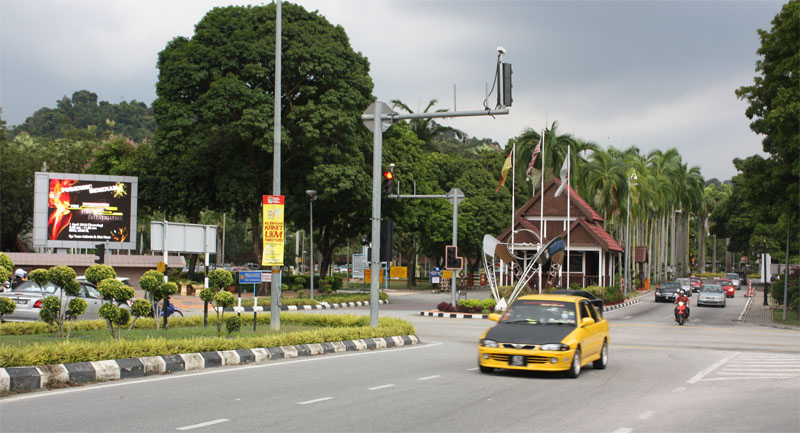
UKM正門

## マレー語・マレーシア研究および教育
マレー語での教育・研究を重視するマレーシア国民大学には、現在日本でマレーシア研究やマレーシアとの外交に携わる人物の多くが留学している。マレー世界文明研究所（ATMA）には長年の外国語としてのマレー語教育の実績があり、レベル別に分かれたマレー語集中講座を開講している。

## 管理組織
大学設立の基礎は、トゥアンク・ムリズ・イムニ ・故トゥアンク・ムナウィア（DYMM Tuanku Muhriz Ibni Almarhum Tuanku Munawir）ヌグリ・スンビラン州スルタン陛下が率先して築いた。同氏はマレーシア国民大学第三代学長となった。マレーシアの大学における学長は最も重要な名誉職であり、その主な役割は大学が認知されるにあたっての象徴となることである。
副学長（名誉職）は、トゥンク・ラクサマナ・トゥンク・ダト・スリ・ウタマ・ナクユディン・イブニ・故トゥアンク・ジャファー（YAM Tunku Laxamana Tunku Dato' Seri Utama Naquiyuddin Ibni Almarhum Tuanku Ja'afar）、トゥン・アフマド・サルジ・アブドゥル・ハミド博士（Tun Dr. Ahmad Sarji Abdul Hamid）、そしてクダ州司令官ダト・スリ・ディラジャ・タン・スリ・トゥンク・プトゥリ・インタン・サフィナズ・ビンティ・トゥアンク・スルタン・ハジ・アブドゥル・ハリム・ムアザム・シャー（Dato' Seri DiRaja Tan Sri Tunku Puteri Intan Safinaz binti Tuanku Sultan Haji Abdul Halim Mu'adzam Shah）の3人がいる。
マレーシア国民大学にはダト・M・ザワウィ・ビン・イスマイル博士（Dato' Dr. M. Zawawi bin Ismail）名誉教授が議長を務める大学理事会がある。大学運営においては、マレーシア国民大学は高等教育大臣によって任命された副学長（日本の大学の学長・総長に相当）によって率いられ、4人の副学長補佐によって補佐されている。4人はそれぞれ、学術および国際（事項）担当副学長補佐、研究およびイノベーション担当副学長補佐、学生および卒業生担当副学長補佐、そして産業およびコミュニティネットワーク担当副学長補佐である。さらに、3人の主要な管理担当者、すなわち記録課長、会計課長および図書館長がいる。学問の発展に関しては、大学執行部の責任下にある。

## 大学ランキング
次の表は、タイムズ・ハイヤー・エデュケーション（THES）とクアクアレリ・シモンズ社（QS）によって発行されたTHES-QS世界大学ランキングによるマレーシア国民大学の順位をまとめたものである。
| 年   | 世界ランキング |
| 2023 | 129            |
| 2022 | 144            |
| 2021 | 141            |
| 2020 | 160            |
| 2019 | 184            |
| 2018 | 230            |
| 2017 | 302            |
| 2016 | 312            |
| 2015 | 259            |
| 2014 | 269            |
| 2013 | 269            |
| 2012 | 261            |
| 2010 | 263            |
| 2009 | 291            |
| 2008 | 250            |
| 2007 | 309            |
| 2006 | 185            |
| 2005 | 288            |

| 年   | アジアランキング |
| 2023 | 30               |
| 2022 | 33               |
| 2021 | 35               |
| 2020 | 39               |
| 2019 | 41               |
| 2018 | 43               |
| 2017 | 55               |
| 2013 | 87               |

## 教育技術
2008年以来、マレーシア国民大学はUKMインタラクティブ学習・教育管理システム（Sistem Pengurusan Pengajaran & Pembelajaran Interaktif UKM; SPIN）という名前の学習管理システムを使用している。

## 著名な卒業生
ダト・ハジ・モハマッド・ラシド・ビン・ハンソン氏（YB Dato' Haji Mohd Rashid bin Hasnon）：ペナン島州初代州知事。
シェイク・ムザファ・シュコア（Sheikh Muszaphar Shukor)：マレーシア初の宇宙飛行士。
サイド・フセイン・アラタス（Syed Hussein Alatas）：学者。
アンソニー・ロク・スィウ・フック（Anthony Loke Siew Fook）：マレーシア運輸相。
タン・スリ・ジェミラ・マフムド博士（Tan Sri Dr. Jemilah Mahmood）：ニューヨークの国連人口基金（UNEPA）長。
アンワル・イブラヒム（Anwar Ibrahim）：元マレーシア副首相、そして後に野党党首。
アンワル・ファザル（Anwar Fazal）：ペナン消費者協会（CAP）の創設者。
ダト・ラザリ・イブラヒム（Datuk Razali Ibrahim）：元内閣官房庁副長官（2013-2018年）。

## 日本の協定校
- 東京外国語大学
- 筑波大学
- 茨城大学
- 新潟大学
- 岐阜大学
- 京都大学
- 大阪大学
- 神戸大学
- 広島大学
- 徳島大学
- 長崎大学
- 東京都立大学
- 名古屋市立大学
- 拓殖大学
- 摂南大学
- 上智大学
- 芝浦工業大学
- 東洋大学
- 名古屋学院大学
- 関西大学
- 大阪経済法科大学